# قذام (النادرة)

تعديل مصدري - تعديل

قذام هي إحدى قرى عزلة المفتاح الأعلى بمديرية النادرة التابعة لمحافظة إب، بلغ تعداد سكانها 765 نسمة حسب تعداد اليمن لعام 2004.